# 인터넷 과의존
인터넷 과의존(Internet addiction disorder, IAD)은 인터넷, 특히 소셜 미디어의 문제적이고 강박적인 사용으로, 장기간에 걸쳐 개인의 기능에 지장을 주는 현상이다. 젊은이들은 인터넷 과의존을 겪을 위험이 특히 높으며, 사례 연구에서는 온라인 사용 시간이 늘어나면서 학업 성적이 저하되는 학생들을 강조한다. 일부는 스크롤, 채팅, 게임을 계속하기 위해 밤샘을 하면서 수면 부족으로 인한 건강 문제를 겪기도 한다.

EU 국가에 거주하는 16-19세의 인터넷 접근성 증가

과도한 인터넷 사용은 미국정신의학협회의 DSM-5나 세계보건기구의 ICD-11에서 장애로 인정되지 않는다. 하지만 게임 중독은 ICD-11에 등재되어 있다. 이 진단을 둘러싼 논란에는 이 장애가 독립적인 임상적 실체인지, 아니면 기저 정신 질환의 발현인지에 대한 의문이 포함된다. 정의가 표준화되거나 합의되지 않아 증거 기반 권고 개발을 어렵게 한다.
이 장애의 소인 요인을 더 잘 설명하기 위해 여러 가지 이론적 모델이 수년 동안 개발되고 적용되어 왔다. 병적 인터넷 사용의 인지행동 모델과 같은 모델은 20년 이상 인터넷 과의존을 설명하는 데 사용되어 왔다. 개인-정서-인지-실행 상호작용 모델(Interaction of Person-Affect-Cognition-Execution model)과 같은 새로운 모델은 최근에 개발되어 더 많은 임상 연구에 적용되기 시작했다.
2011년에는 "페이스북 중독 장애"(Facebook addiction disorder, FAD)라는 용어가 등장했다. FAD는 페이스북의 강박적 사용이 특징이다. 2017년 연구는 과도한 사용과 나르시시즘 간의 상관관계를 조사하며 "FAD는 성격 특성인 나르시시즘 및 부정적인 정신 건강 변수(우울증, 불안, 스트레스 증상)와 유의미하게 긍정적인 관계를 보였다"고 보고했다.
2020년 다큐멘터리 소셜 딜레마는 소셜 미디어 회사들의 정신 건강 전문가 및 전직 직원들이 소셜 미디어의 중독성 추구에 대해 우려를 표명했다고 보도했다. 예를 들어, 사용자가 한동안 페이스북에 접속하지 않으면 플랫폼은 알림을 다양하게 변경하여 다시 유인하려고 한다. 이 다큐멘터리는 또한 소셜 미디어 사용과 아동 및 청소년 자살률 사이의 상관관계에 대한 우려를 제기한다.
또한 2020년 연구에 따르면 코로나19 범유행 이후 인터넷 과의존 유병률이 증가한 것으로 나타났다. 코로나19와 인터넷 과의존의 가능한 관계를 강조한 연구들은 강제 격리와 그에 따른 스트레스가 인터넷 사용 수준 증가로 이어질 수 있었던 방식을 살펴보았다.

소셜 미디어 알림을 끄면 소셜 미디어 사용을 줄이는 데 도움이 될 수 있다. 일부 사용자에게는 웹 브라우징 방식의 변화가 자기 조절 문제를 보완하는 데 도움이 될 수 있다. 예를 들어, 대규모 공개 온라인 강좌의 온라인 학습자 157명을 대상으로 한 연구는 이러한 개입의 영향을 조사했다. 이 연구는 자기 조절 지원을 제공하는 것이 온라인 사용 시간, 특히 오락 사용 시간의 감소와 관련이 있다고 보고했다.

## 영향

### 정신 건강에 미치는 영향
중국 고등학생을 대상으로 한 종단적 연구(2010년)에 따르면, 인터넷 중독 위험이 중등도에서 심각한 개인은 인터넷 중독이 없는 또래보다 우울 증상을 보일 가능성이 2.5배 더 높았다. 연구자들은 중국 1,041명의 청소년 학생들을 대상으로 병적 또는 통제되지 않은 인터넷 사용과 그 후의 정신 건강 문제를 연구했다. 연구 시작 시 학생들은 우울증과 불안 증상이 없었다. 9개월 후, 청소년들은 다시 불안과 우울증에 대해 평가받았고, 87명이 우울증이 발생한 것으로 판단되었으며, 8명은 심각한 불안 증상을 보였다. 헬싱키 고등학생을 대상으로 한 또 다른 종단적 연구는 문제적 인터넷 사용과 우울 증상이 양성 되먹임 고리를 생성할 수 있음을 발견했다. 문제적 인터넷 사용은 또한 약물 남용 위험 증가와도 관련이 있다.

### 사회적 영향
인터넷 과의존은 학업 성적 저하, 해로운 성격 변화, 불안 및 우울증을 포함한 많은 부정적인 사회 및 건강 결과의 위험을 증가시킨다.
지금까지 인터넷 과의존에 대한 가장 잘 문서화된 증거는 시간 방해이며, 이는 결과적으로 학업, 직업적 성과 및 일상 생활을 포함한 일반적인 사회 생활에 지장을 초래한다. 일부 연구는 또한 인터넷 과의존이 유럽과 중화민국에서 사회 관계의 붕괴를 초래할 수 있다고 밝힌다. 그러나 다른 연구에서는 인터넷 과의존이 중화민국의 또래 관계에 유익하다고 지적하기도 한다.
키스 W. 비어드(Keith W. Beard, 2005)는 "개인의 심리 상태, 즉 정신적 및 정서적 상태와 학업, 직업 및 사회적 상호작용이 인터넷 과도한 사용으로 인해 손상될 때 중독 상태에 있다"고 말한다.
복잡한 특성으로 인해 일부 학자들은 인터넷 과의존에 대한 정의를 제공하지 않으며, 시간이 지남에 따라 과도한 인터넷 사용이라는 동일한 현상을 설명하기 위해 다른 용어들이 사용된다. 인터넷 과의존은 문제적 인터넷 사용, 병적 인터넷 사용, 인터넷 중독 장애와 혼용된다. 어떤 경우에는 이러한 행동이 인터넷 과다 사용, 문제적 컴퓨터 사용, 강박적 인터넷 사용, 인터넷 남용, 인터넷 유해 사용, 인터넷 의존으로도 불린다.
무스타파 사브치(Mustafa Savci)와 페르다 아이산(Ferda Aysan)은 인터넷 중독에 대한 기존 연구를 검토하여 이 현상과 관련된 여러 사회적 및 정서적 요인들을 확인했다. 여기에는 외로움, 사회 불안, 우울증, 낮은 자존감이 포함된다. 그들은 이러한 요인들이 개인이 부정적인 감정이나 사회적 고립에 대처하는 방법으로 인터넷을 사용하게 만들 수 있으며, 이는 결과적으로 중독 행동으로 이어질 수 있다고 주장했다.

## 징후 및 증상

### 신체 증상
신체 증상으로는 수면 부족, 운동 부족으로 인한 면역 체계 약화, 수근관 증후군 위험 증가 등이 있다. 또한, 인터넷 과의존을 겪는 사람들은 두통, 눈 피로, 요통이 흔하게 나타난다.

### 심리적, 사회적 증상
인터넷 과의존의 유형(예: 소셜 미디어, 게임, 도박의 과도한 사용 등)에 따라 경험하는 증상의 유형이 달라진다. 예를 들어, 소셜 미디어의 과도한 사용은 현실 세계 관계의 붕괴로 이어질 수 있다. 비디오 게임의 과도한 사용은 가족, 가정, 직업 관련 책임 소홀로 이어질 수 있다. 또한, 포르노그래피 콘텐츠의 과도한 소비는 대인 관계 문제를 일으키고 정신 건강에 부정적인 영향을 미칠 수 있다.
금단 증상으로는 기술에서 멀어졌을 때의 초조, 우울증, 분노, 불안 등이 있을 수 있다. 이러한 심리적 증상은 빠른 심박수, 긴장된 어깨, 숨가쁨과 같은 신체적 증상으로도 변할 수 있다.

## 이론적 모델
현재 연구자들은 다양한 관점에서 인터넷 과의존의 다른 이론적 모델을 제안했다.

### 인터넷의 특성에 기반한 이론

#### ACE 모델
이 이론은 중독이 익명성, 편리성, 회피성(escape)과 같은 인터넷 자체의 특성, 즉 ACE 모델이라고 불리는 특성으로 인해 발생한다고 제안한다. 익명성은 개인이 인터넷상에서 자신의 실제 신원과 개인 정보를 숨길 수 있어 원하는 대로 더 자유롭게 행동할 수 있다는 것을 의미한다. 이러한 익명성 때문에 개인이 인터넷상에서 무엇을 하는지 규제하기 어렵고, 따라서 인터넷 과의존이 발생한다. 편리성은 사람들이 집을 떠나지 않고도 온라인 쇼핑이나 영화 감상과 같은 특정 작업을 할 수 있도록 함으로써 인터넷 발전의 이점이 될 수 있다. 그러나 이러한 편리성은 또한 인터넷에 대한 탐닉과 의존으로 이어질 수 있다. 회피성은 사용자가 어려움이나 짜증에 직면했을 때 온라인에서 위안을 찾을 수 있는 능력을 의미한다. 인터넷은 사람들을 실제 세계에서 벗어나게 유혹하는 자유로운 가상 환경을 제공하기 때문이다. 원래 ACE 모델은 인터넷 포르노그래피 중독을 설명하는 데 사용되었지만, 이제는 인터넷 과의존 전체 분야에 적용된다.

#### 사회적 단서 감소
이메일과 SMS의 발명으로 온라인 채팅이 현실화되었다. 그러나 온라인 통신에서는 상황적, 개인적 단서와 같은 필요한 사회적 단서가 부족하여 상대방의 기분, 어조, 내용을 판단하는 개인의 능력이 감소한다. 온라인 규범이 현재 불완전하기 때문에 인터넷에서 개인의 행동을 규제하기 어렵고, 인터넷의 익명성은 개인의 자신과 타인에 대한 인식을 감소시켜 반사회적 행동을 초래할 수 있다. 결과적으로, 이는 적절한 제약 없이 부적절한 인터넷 사용과 중독으로 이어질 수 있다.

### 상호 작용 지향 이론

#### 병적 인터넷 사용의 인지행동 모델
이 모델은 인터넷 과의존을 병적 인터넷 사용(PIU)으로 정의한다. 2001년, 인터넷 과도한 사용에 대한 인지행동 모델이 개발되었다. 이 모델은 이미 존재하는 심리사회적 문제(예: 우울증, 불안, 약물 남용)가 인터넷과 관련된 과도하고 부적응적인 행동 발달로 이어질 가능성이 더 높다고 제안했다. 중요하게도, 데이비스는 인터넷상의 문제적 행동을 특정 병적 인터넷 사용(SPIU)과 일반화된 병적 인터넷 사용(GPIU)의 두 가지 범주로 분류했다. SPIU 행동에는 포르노그래피 또는 기타 성적으로 노골적인 자료, 주식 거래, 온라인 도박과 같은 것들을 자주 접속하는 것이 포함된다. GPIU 행동은 인터넷을 통해 접속하는 특정 자료보다는 인터넷 자체에 고정되는 것을 단순히 포함한다. 또한, GPIU 행동에 참여하는 사람들은 인터넷이 허용하는 다양한 형태의 의사소통에 끌린다. 일반적으로 인터넷은 부적응적인 인지를 초래하며, 소인 취약성은 이러한 관계를 강화할 수 있다.
게다가, 개인이 바람직하지 않은 행동에 대한 적응 수준이 높을수록 병적 인터넷 사용이 발생할 가능성이 높으며, 이는 인터넷에 대한 중독 수준이 더 높다는 것을 의미한다.

#### I-PACE 모델
이 모델은 게임 중독에 특별히 초점을 맞춘 통합 이론적 틀 모델이다. 인터넷상의 강박적인 게임이 인터넷 과의존의 구성 요인이 될 수 있으므로 이 모델이 적용 가능하다고 볼 수 있다. 개인-정서-인지-실행 상호작용 모델(I-PACE 모델)은 소인 요인과 강박적인 인터넷 사용으로 이어지는 현재 행동의 과정에 초점을 맞춘다. 이 모델은 유년기 경험, 성격, 인지-상황적 반응, 사회 인지, 정신 질환에 대한 소인과 같은 소인 요인을 게임 중독 발달에 영향을 미칠 수 있는 요인으로 간주한다.

#### 게임 중독과 몰입 경험
몰입 경험은 개인이 어떤 사건이나 대상에 강한 흥미를 보여 완전히 몰두하게 되는 정서적 경험이다. 이 용어는 1960년대 미하이 칙센트미하이(Csikszentmihalyi)에 의해 처음 소개되었으며, 그는 몰입 경험에 대한 체계적인 모델도 제안했다. 그의 이론에 따르면, 몰입 경험은 개인의 능력 수준과 유사한 수준에서 도전을 수행할 때 발생하며, 이는 사람들이 도전에 완전히 몰입하고 최선을 다해 완성할 수 있음을 의미한다. 개인이 자신의 수준과 너무 다른 도전에 직면하면, 너무 쉽거나 너무 어려워서 흥미를 잃을 수 있다. 온라인 게임은 이 모델의 실제 적용 사례이다. 칙센트미하이의 이론에 기반한 GameFlow라는 이론은 플레이어에게 몰입감을 유발할 수 있는 8가지 특성을 제시한다: 집중, 도전, 기술, 통제, 명확한 목표, 피드백, 몰입, 사회적 상호작용. 이러한 요소들이 갖춰지면 게임은 매우 중독성이 강해져 인터넷 과의존으로 이어진다.

### 발달 지향 이론
이 맥락에서 "발달"이라는 단어는 인터넷 중독 행동의 발달 과정과 단계, 그리고 수명 주기 전반에 걸친 개인의 발달이라는 두 가지 의미를 갖는다.

#### 존 그로홀의 3단계 모델
존 그로홀(John Grohol)이 제안한 3단계 모델은 인터넷 사용자가 다음 세 단계를 거칠 것이라고 제시한다.
1. 매혹(Enchantment): 이 단계는 인터넷에 대한 입문이다. 종종 학자들은 이 단계를 강박으로 묘사하기도 한다.[36] 인터넷은 새로운 사용자들을 매료시킨다. 첫 번째 단계에서 사용자들은 인터넷에 대해 흥분하고 호기심을 느껴 인터넷 사용 시간이 증가할 수 있다. 사용자들은 중독성 있는 것을 피하기 시작한다. 오랜 시간 인터넷을 사용한 후, 개인들은 인터넷에 너무 많은 시간을 보내지 말아야 한다는 것을 깨닫고, 중독성 있는 게임이나 웹사이트를 거부할 수 있다.
2. 환멸(Disillusionment): 사용자들은 중독성 있는 것을 피하기 시작한다. 인터넷을 오랫동안 사용한 후, 개인들은 인터넷에 너무 많은 시간을 보내지 말아야 한다는 것을 깨닫고, 중독성 있는 게임이나 웹사이트를 거부할 수 있다. 이는 사용량 감소로 이어진다.[36]
3. 균형(Balance): 사용자들은 인터넷 사용 시간을 조절하고 인터넷 서핑과 다른 활동 사이의 균형을 이룬다.[36] 마지막 단계에서 사람들은 온라인 시간을 잘 관리하고 건강한 온라인 습관을 개발할 수 있다.

존은 많은 사람들이 인터넷에 중독된 이유는 그들이 첫 번째 단계에서 고군분투하며 도움이 필요했기 때문이라고 제안했다. 나아가 그는 이 모델에서 모든 사람이 결국 세 번째 단계에 도달할 것이라고 제안했다. 그러나 이 지점에 도달하는 데 걸리는 시간은 개인에 따라 달랐다.

### 코로나19의 영향
나심 마사에리(Nassim Masaeli)와 하디 파르하디(Hadi Farhadi)가 수행한 연구에 따르면 코로나19 범유행 기간 동안 인터넷 기반 중독 행동의 유병률이 팬데믹 이전 수준에 비해 증가한 것으로 나타났다. 특히 인터넷 과의존의 유병률은 4.7%에서 51.6% 범위였고, 사회 미디어 중독(SMA)은 9.7%에서 47.4%, 게임 중독은 4.4%에서 32.4% 범위였다. 저자들은 또한 팬데믹 기간 동안 인터넷 기반 중독 행동 발달에 기여하는 여러 위험 요인들을 확인했는데, 여기에는 지루함, 스트레스, 불안, 사회적 고립이 포함된다. 그들은 또한 팬데믹 기간 동안 인터넷 기반 중독 행동을 예방하고 치료하기 위한 개입의 중요성을 강조했다. 이러한 개입에는 심리 치료, 교육적 개입, 약물 치료가 포함될 수 있다. 저자들은 이러한 개입이 특정 연령대와 인구에 맞춰 효과를 극대화해야 한다고 권고했다.
코로나19가 인터넷 과의존 유병률에 미치는 영향을 더 자세히 조사한 또 다른 연구는 "COVID-19 기간 동안 일반 인구의 인터넷 중독 증가"였다. 이 연구는 코로나19로 인한 격리와 관련된 스트레스 증가가 중국 인구 사이에서 인터넷 과의존 증가에 어떻게 기여했는지 살펴보았다. 이 연구는 온라인으로 인터넷 중독 테스트(IAT)를 작성하도록 요청받은 20,472명의 참가자를 대상으로 수행되었다. 연구 결과, 전체 인터넷 중독 유병률은 일반 인구의 36.7%에 달했으며, IAT 점수에 따르면 심각한 인터넷 중독 수준은 2.8%였다. 결론은 팬데믹이 중국 일반 인구 사이에서 인터넷 중독의 유병률과 심각도를 증가시켰다는 것이다.

## 관련 장애

### 병적 도박(온라인 도박 장애)
온라인 도박의 출현으로 도박꾼과 그 가족에게 미치는 문제적 도박의 위험이 증가했다. 이는 미성년자의 경우 특히 그렇다.

### 게임 중독
게임 중독 (VGA)은 게임 장애 또는 인터넷 게임 장애로도 알려져 있으며, 일반적으로 장기간에 걸쳐 개인의 다양한 삶의 영역에서 기능에 심각한 손상을 초래하는 문제적이고 강박적인 비디오 게임 사용으로 정의되는 심리적 중독이다.

### 인터넷 성 중독
인터넷 성 중독, 또는 사이버 섹스 중독은 가상 인터넷 성 활동을 특징으로 하는 성 의존증으로 제안되었으며, 이는 개인의 신체적, 정신적, 사회적, 재정적 복지에 심각한 부정적 결과를 초래한다.

### 강박적 대화(의사소통 중독 장애)
의사소통 중독 장애(CAD)는 실제적인 필요가 없을 때에도 다른 사람들과 지속적으로 의사소통해야 하는 필요성과 관련된 행동 장애이다. CAD는 인터넷 중독과 관련이 있다. 사용자들은 페이스북이나 유튜브와 같은 인터넷의 사회적 요소에 중독된다. 사용자들은 사회적 지원, 관계, 오락의 형태로 일대일 또는 그룹 커뮤니케이션에 중독된다. 그러나 이러한 활동에 방해가 생기면 갈등과 죄책감이 발생할 수 있다. 이러한 종류의 중독은 문제적 소셜 미디어 사용이라고 불린다.
소셜 네트워크 중독은 자신의 소셜 네트워크 페이지와 친구의 페이지를 연결하고 업데이트하고 통제하는 사람들의 의존성이다. 어떤 사람들에게는 실제로 네트워크에 오프라인이든 가상이든 많은 친구를 두는 것만이 중요하며, 이는 특히 십대들에게 자아를 강화하는 수단으로 작용한다.
때로는 십대들이 소셜 네트워크를 사용하여 다른 사람들에게 이상적인 이미지를 보여주기도 한다. 그러나 다른 연구들은 사람들이 소셜 네트워크를 사용하여 실제 성격을 소통하며 이상적인 정체성을 홍보하는 것이 아니라고 주장한다.

### 강박적 VR 사용
강박적 VR 사용(구어적으로 가상 현실 중독)은 가상 현실 또는 가상 몰입 환경을 사용하려는 강박이다. 현재 대화형 가상 미디어(소셜 네트워크 등)는 가상 현실로 지칭되며, 미래의 가상 현실은 컴퓨터로 시뮬레이션된 몰입형 환경이나 세계를 지칭한다. 전문가들은 가상 현실의 위험에 대해 경고하며, 가상 현실 사용(현재 및 미래 형태 모두)을 약물 사용에 비유하며, 약물처럼 사용자도 가상 현실에 중독될 수 있다는 우려를 제기한다.

### 비디오 스트리밍 중독
비디오 스트리밍 중독은 유튜브와 같은 무료 온라인 비디오 공유 사이트, 넷플릭스와 같은 구독 스트리밍 서비스, 트위치와 같은 라이브 스트리밍 사이트를 통해 접근하는 온라인 비디오 콘텐츠를 시청하는 중독이다. 인터넷의 사회적 특성은 개인의 소비 습관에 강화 효과를 미치며, 특정 TV 시리즈 팬들의 몰아보기 행동을 정상화하기도 한다.

## 위험 요소

### 대인 관계의 어려움
내향성, 사회적 문제, 그리고 대면 의사소통 기술 부족과 같은 대인 관계의 어려움이 종종 인터넷 중독으로 이어진다고 주장된다. 인터넷 기반 관계는 위에 언급된 어려움을 겪는 사람들이 실제 대면 접촉에서 발생할 수 있는 잠재적 거부와 불안으로부터 벗어날 수 있는 안전한 대안을 제공한다.

### 사회적 요인
충분한 사회적 연결과 사회적 지원이 부족한 개인은 인터넷 중독에 걸릴 위험이 더 높은 것으로 나타났다. 이들은 외로움을 완화하기 위해 가상 관계와 지원에 의존한다. 실제로 인터넷 중독자들 사이에서 가장 널리 사용되는 응용 프로그램은 채팅방, 대화형 게임, 인스턴트 메시징 또는 소셜 미디어이다. 일부 실증 연구는 부모와 자녀 간의 갈등과 어머니와 함께 살지 않는 것이 1년 후 IA와 유의미하게 관련되어 있음을 보여준다. 부모와 자녀 간의 질 높은 의사소통 및 긍정적인 청소년 발달과 같은 보호 요인은 IA 위험을 줄이는 것으로 나타났다.

### 심리적 요인
이전의 중독 또는 정신과적 이력은 인터넷 중독에 걸릴 가능성에 영향을 미치는 것으로 나타났다. 우울증과 불안과 같은 이전의 정신과적 문제를 가진 일부 개인은 불쾌한 감정과 정신과적 문제 상황을 피하기 위해 강박적 행동에 의존하며, 인터넷 중독을 물질 중독 경향에 대한 더 안전한 대안으로 간주한다. 그러나 기존 연구에서는 무엇이 원인이고 무엇이 결과인지 일반적으로 불분명하며, 부분적으로는 인터넷 중독자들 사이에서 동반 질환이 흔하다는 사실 때문이다.
인터넷 과의존과 관련된 가장 흔한 동반 질환은 주요 우울 장애와 주의력결핍 과잉행동장애 (ADHD)이다. ADHD와 인터넷 과의존의 연관성 비율은 51.6%에 달한다. ADHD 증상은 인터넷 과의존 증상과 양의 상관관계를 보인다.
이전에 중독성 또는 정신과적 이력이 없는 인터넷 중독자들은 익명성, 쉬운 접근성, 그리고 상호 작용적인 본질과 같은 인터넷 사용의 일부 특징에 중독된다고 주장된다.

### 신경생물학적 요인
대부분의 다른 정신병리학적 조건과 마찬가지로, 인터넷 중독은 다인자 질환 그룹에 속한다. 각 특정 사례에 대해 유전적 특성(신경 조직 구조, 신경전달물질 분비, 분해 및 수용)의 독특한 조합이 있으며, 많은 것이 환경 외 요인(가족 관련, 사회적, 민족-문화적)이다. 인터넷 중독의 생물-심리사회적 모델 개발의 주요 과제 중 하나는 중독 감수성 증가에 책임 있는 유전자와 신경전달물질을 결정하는 것이다.
아비브 와인스타인(Aviv Weinstein)과 미셸 르조아외(Michel Lejoyeux)가 2020년에 수행한 "인터넷 게임 장애의 신경생물학적 메커니즘"이라는 연구는 IGD가 보상 처리, 충동 조절, 의사 결정 및 실행 기능과 관련된 뇌 영역의 변화와 관련이 있음을 강조한다. 신경 활동의 이러한 변화는 인터넷 게임의 지속적이고 과도한 사용을 초래할 수 있으며, IGD 발달에 기여할 수 있다. 이 연구는 또한 도파민과 같은 신경전달물질이 IGD와 관련된 강화 및 보상 추구 행동에 미치는 역할을 강조한다. 그들은 IGD에 관련된 신경생물학적 메커니즘이 물질 사용 장애에서 관찰되는 것과 유사하며, IGD를 행동 중독으로 이해하기 위한 틀을 제안한다. 저자들은 또한 이러한 발견이 IGD 치료에 미칠 잠재적 영향을 논의하며, IGD의 신경생물학적 메커니즘을 표적으로 하는 개입이 문제적 인터넷 게임 행동을 줄이는 데 효과적일 수 있다고 제안한다.

### 기타 요인
부모의 교육 수준, 인터넷 첫 사용 연령, 소셜 네트워킹 사이트 및 게임 사이트 사용 빈도는 일부 유럽 국가와 미국에서 청소년의 과도한 인터넷 사용과 긍정적인 관련이 있는 것으로 나타났다.

## 식별
인터넷 과의존을 식별하는 것은 경험적으로 어렵다. 다양한 선별 도구가 인터넷 과의존을 감지하는 데 사용되었다.

### 초기 지표
로리 C. 술(Lori C. Soule), L. 웨인 셸(L. Wayne Shell), 베티 A. 클린(Betty A. Kleen)이 2003년에 수행한 "인터넷 중독 탐구: 헤비 인터넷 사용자의 인구통계학적 특성 및 고정관념"이라는 제목의 연구는 헤비 인터넷 사용자가 비헤비 사용자보다 남성이고 더 젊을 가능성이 높다는 것을 발견했다. 이 연구는 또한 헤비 인터넷 사용자가 업무나 교육 목적보다는 게임 및 오락 목적으로 인터넷을 사용할 가능성이 더 높다는 것을 발견했다. 또한 헤비 인터넷 사용이 감각 추구나 충동성과 같은 특정 성격 특성과 관련될 수 있으며, 인터넷 중독에 기여하는 근본적인 심리적 요인을 더 잘 이해하기 위한 추가 연구의 필요성을 강조했다. 이 연구는 또한 헤비 인터넷 사용자인 젊은 남성과 같이 특정 그룹을 대상으로 하고 문제적 인터넷 사용 행동에 기여하는 근본적인 요인을 다루는 개입의 필요성을 강조한다.

### 진단의 어려움
인터넷의 새로운 특성과 인터넷 과의존의 일관성 없는 정의를 고려할 때, 실제적인 진단은 명확하지 않다. 1996년 김벌리 S. 영(Kimberly S. Young)이 시작한 첫 연구 이후, 인터넷 중독에 대한 과학적 연구는 겨우 20년 이상 존재했다. 인터넷 과의존에 적용 가능한 진단 방법을 만드는 데에는 몇 가지 장애물이 존재한다.
- 인터넷의 광범위하고 광범위한 사용: 인터넷 중독 진단은 인터넷 사용이 인간 생활의 필수적인 부분으로 크게 발전했기 때문에 물질 중독보다 더 복잡한 경우가 많다. 따라서 인터넷의 중독성 또는 문제적 사용은 쉽게 가려지거나 정당화될 수 있다.[56] 또한 인터넷은 주로 친사회적이고 상호작용적이며 정보 기반 매체인 반면, 도박과 같은 다른 확립된 중독 행동은 사회적으로 구제 가치가 거의 없는 단일하고 반사회적인 행동으로 간주되는 경우가 많다. 소위 인터넷 중독자들은 확립된 중독에서 흔히 볼 수 있는 건강 및 관계 손상을 경험하지 않는 경우가 많다.[68]
- 높은 동반 이환율: 인터넷 중독은 인격 장애 및 지적 장애와 같은 다른 정신 질환과 동반되는 경우가 많다.[56][69][70][71][72] 인터넷 중독은 DSM-IV 진단 86%와 동반되는 것으로 나타났다.[73] 대한민국에서 수행된 한 연구에서는 확인된 인터넷 중독자의 30%가 불안이나 우울증과 같은 동반 증상을 보였고, 또 다른 30%는 주의력결핍 과잉행동장애 (ADHD)와 같은 다른 장애를 가지고 있었다.[74] 대한민국에서 진행된 또 다른 연구에서는 청소년 인터넷 중독자들 사이에서 평균 1.5개의 다른 진단이 발견되었다.[73] 또한, 미국에서는 많은 환자들이 다른 장애에 기인한다고 생각하는 어려움을 겪을 때만 의료 도움을 받는다고 언급된다.[56][73] 많은 개인에게 인터넷의 과도한 사용 또는 부적절한 사용은 우울증, 사회 공포증, 충동 조절 장애 또는 병적 도박의 발현이다.[75] 기존 문헌에서는 다른 정신 질환이 인터넷 중독의 원인인지 아니면 발현인지 여전히 불분명하다.

인터넷 중독을 확립된 질병으로 분류해야 한다는 주장에도 불구하고, DSM-IV (1995)와 DSM-5 (2013) 모두 인터넷 중독을 정신 질환으로 간주하지 않는다. 인터넷 과의존의 하위 범주인 인터넷 게임 장애는 2013년 5월 DSM-5에 완전한 장애로 간주되기 위해 더 많은 연구가 필요한 상태로 등재되었다. WHO의 국제질병분류 (ICD-11)는 게임 장애를 질병 범주로 인정한다.(p. 174) 인터넷 과의존을 DSM-5에 포함시켜 정신 질환으로 일반적으로 인정해야 하는지에 대한 상당한 논란이 여전히 존재한다.

### 선별 도구

#### DSM 기반 도구
대부분의 연구에서 활용되는 기준은 정신질환 진단 및 통계 편람(DSM) 핸드북에 기재된 정신 질환(예: 병적 도박)을 각색한 것이다.
1995년 이반 K. 골드버그(Ivan K. Goldberg)는 인터넷 중독 개념을 처음 제시했는데, 이는 미국정신의학협회(APA)의 정신질환 진단 및 통계 편람 (DSM)의 복잡성과 경직성을 풍자하는 농담으로 시작되었다. 그는 자신의 첫 서술에서 인터넷 중독 장애를 "인터넷 사용으로 인해 중요 사회 또는 직업 활동을 포기하거나 줄이는 것", "인터넷에 대한 환상이나 꿈", "자발적 또는 비자발적 손가락 타이핑 움직임"과 같은 증상을 가지는 것으로 묘사했다.
인터넷 과의존의 정의는 그 시작 이래로 연구자들을 괴롭혀왔다. 일반적으로, 이 현상이 광범위한 대중과 학자들의 인정을 받았음에도 불구하고 표준화된 정의는 제공되지 않았다. 아래는 일반적으로 사용되는 정의들이다.
1998년 조나단 J. 칸델(Jonathan J. Kandell)은 인터넷 중독을 "로그인 후 활동 유형에 관계없이 인터넷에 대한 심리적 의존"으로 정의했다.
영국 심리학자 마크 D. 그리피스(Mark D. Griffiths, 1998)는 인터넷 중독을 더 넓은 기술 중독의 하위 유형이자 행동 중독의 하위 유형으로 보았다.
최근 몇 년 동안 "인터넷 중독"이라는 용어가 단일 심리적 구성 개념으로서의 타당성에 대한 비판이 제기되었다. 이러한 관점을 뒷받침하는 새로운 경험적 증거가 등장하고 있다.
병적 도박에 대한 DSM-IV 기준을 적용하여, 김벌리 S. 영은 1998년 인터넷 중독을 감지하기 위한 최초의 통합 기준인 진단 설문지(YDQ) 중 하나를 제안했다. 여덟 가지 적용 기준 중 다섯 가지를 충족하는 사람은 인터넷 중독자로 간주된다.
1. 인터넷에 대한 집착;
2. 동일한 만족감을 얻기 위해 온라인에 더 많은 시간을 할애해야 하는 필요성;
3. 인터넷 사용을 줄이려는 반복적인 노력;
4. 인터넷 사용이 제한될 때의 짜증, 우울증 또는 기분 불안정;
5. 예상보다 오래 온라인에 머무르기;
6. 인터넷 사용을 위해 직업이나 관계를 위태롭게 하기;
7. 온라인에서 보내는 시간에 대해 다른 사람에게 거짓말하기;
8. 기분 조절 수단으로 인터넷 사용하기.

영의 IA에 대한 YDQ 평가는 단순성과 사용 용이성이라는 장점을 가지고 있지만, 2001년 키스 W. 비어드와 이브 M. 울프는 보다 적절하고 객관적인 평가를 위해 인터넷 중독을 구분하려면 처음 다섯 가지 기준을 모두 충족하고 마지막 세 가지 기준 중 하나 이상을 충족해야 한다고 추가로 주장했다.
영은 자신의 8개 질문 YDQ 평가를 현재 가장 널리 사용되는 인터넷 중독 테스트(IAT)로 확장했다. 이는 각각 5점 리커트 척도로 된 20개 항목으로 구성된다. IAT에 포함된 질문들은 영의 이전 8개 질문 평가를 더 자세히 확장하며, "누군가가 온라인에서 무엇을 하는지 물어보면 방어적이거나 비밀스러워지나요?" 및 "다시 온라인에 접속할 때를 기대하고 있나요?"와 같은 질문을 포함한다. 전체 질문 목록은 김벌리 S. 영 박사의 1998년 저서 "Caught in the Net: How to Recognize the Signs of Internet Addiction and A Winning Strategy for Recovery"와 로라 위디안토(Laura Widyanto)와 메리 맥머란(Mary McMurran)의 2004년 논문 "The Psychometric Properties of the Internet Addiction Test"에서 찾을 수 있다. 테스트 점수는 20점에서 100점까지이며, 점수가 높을수록 인터넷 사용이 더 문제적임을 나타낸다.
- 20–39 = 평균 인터넷 사용자,
- 40–69 = 잠재적 문제적 인터넷 사용자,
- 70–100 = 문제적 인터넷 사용자.

시간이 지남에 따라 인터넷 중독을 진단하기 위해 상당수의 선별 도구가 개발되었는데, 여기에는 인터넷 중독 테스트(IAT), 인터넷 관련 중독 행동 목록(IRABI), 중국 인터넷 중독 목록(CIAI), 한국 인터넷 중독 자가 진단 척도(KS Scale), 강박적 인터넷 사용 척도(CIUS), 일반화된 문제적 인터넷 사용 척도(GPIUS), 인터넷 결과 척도(ICONS), 그리고 문제적 인터넷 사용 척도(PIUS)가 있다. 그중 영(1998)의 인터넷 중독 테스트(IAT)는 좋은 내적 신뢰도와 타당도를 보이며, 선별 도구로 전 세계적으로 사용되고 검증되었다.
다양한 선별 방법이 다른 맥락에서 개발되었지만, 네 가지 차원이 모든 도구에 걸쳐 나타난다.
- 과도한 사용: 강박적인 인터넷 사용 및 과도한 온라인 시간 사용;
- 금단 증상: 인터넷 사용이 제한될 경우 우울증 및 분노와 같은 감정을 포함한 금단 증상;
- 내성: 더 나은 장비, 인터넷 사용 증가, 더 많은 응용 프로그램/소프트웨어의 필요성;
- 부정적인 결과: 인터넷 사용으로 인해 사회, 학업 또는 직업 영역에서 문제적인 성과를 포함하여 다양한 측면에서 부정적인 결과 발생.

최근 연구자 마크 D. 그리피스(Mark D. Griffiths, 2000)와 제이슨 C. 노스롭(Jason C. Northrup) 외 연구진(2015)은 인터넷 자체가 단순히 매개체일 뿐이며, 사람들이 사실상 인터넷에 의해 촉진되는 과정에 중독된다고 주장한다. 영의 인터넷 중독 테스트(IAT)를 기반으로 하여, 노스롭과 동료들은 인터넷 중독 측정치를 온라인 비디오 게임 플레이, 온라인 소셜 네트워킹, 온라인 성 활동, 웹 서핑이라는 네 가지 중독 과정으로 더 세분화한다. 인터넷 프로세스 중독 테스트(IPAT)는 개인이 중독된 과정을 측정하기 위해 만들어졌다.
DSM 기준에 크게 의존하는 선별 방법들은 일부 연구에서 합의 부족으로 비난받았는데, 이는 DSM 기준에 뿌리를 둔 이전 측정치에서 생성된 선별 결과가 서로 일치하지 않는다는 것을 발견했기 때문이다. 상이한 맥락에서 연구가 수행됨에 따라 연구들은 자체 목적에 맞게 척도를 끊임없이 수정하여 인터넷 중독 장애 평가의 표준화에 더 큰 도전을 야기한다.

#### 단일 질문 도구
일부 학자와 실무자들은 인터넷 사용 시간을 통해 단일 질문으로 인터넷 중독을 정의하려고 시도하기도 한다. 그러나 이러한 측정으로는 인터넷 사용이 건강에 미치는 부정적인 영향의 정도가 명확하지 않다. 후자는 인터넷 과의존을 정신 질환으로 정의해야 하는지 여부에 결정적이다.

### 신경영상 기법
새롭게 떠오르는 신경과학 연구들은 문제적이고 강박적인 인터넷 사용이 인간의 뇌에 미치는 영향을 조사했다. 신경영상 연구들은 인터넷 과의존이 다른 행동 중독 및 물질 중독과 유사하게 인간 뇌의 구조적 및 기능적 이상을 유발한다는 것을 밝혀냈다. 따라서 객관적인 비침습적 신경영상은 인터넷 과의존의 예비 진단 및 치료에 기여할 수 있다.

#### 뇌전도 기반 진단
뇌전도 (EEG) 판독을 사용하면 인터넷 과의존으로 인한 인간 뇌의 전기 활동 이상을 식별할 수 있다. 연구에 따르면 인터넷 과의존 환자는 주로 세타 및 감마 대역에서 활동이 증가하고 델타, 알파 및 베타 활동이 감소하는 것으로 나타났다. 이러한 발견에 따라, 연구는 EEG 판독값의 차이와 인터넷 과의존의 심각도, 그리고 충동성 및 부주의 정도 사이의 상관관계를 확인했다.

### 분류
많은 학자들이 지적했듯이, 인터넷은 단지 다양한 성격의 작업이 수행될 수 있는 매개체 역할만 한다. 서로 다른 중독 행동을 동일한 포괄적인 용어 아래에서 다루는 것은 매우 문제가 있다.
1999년 연구는 인터넷 중독이 행동 및 충동 제어 문제의 여러 하위 유형으로 분해될 수 있는 광범위한 용어라고 주장한다.
- 사이버 성 중독: 사이버 섹스 및 사이버 포르노를 위한 성인 웹사이트의 강박적 사용 (인터넷 성 중독 참조)
- 사이버 관계 중독: 온라인 관계에 과도하게 몰입하는 것
- 넷 강박: 강박적인 온라인 도박, 쇼핑 또는 데이 트레이딩
- 정보 과다: 강박적인 웹 서핑 또는 데이터베이스 검색
- 컴퓨터 중독: 강박적인 컴퓨터 게임 플레이 (게임 중독 참조)

관련 장애에 대한 더 자세한 설명은 위의 관련 장애 섹션을 참조 바란다.

### 사회적 관심
인터넷 중독은 아시아에서 큰 사회적 관심을 불러일으켰으며, 일부 국가에서는 인터넷 중독을 특히 청소년들 사이에서 공중 보건을 위협하는 주요 문제 중 하나로 간주한다. 인터넷 중독은 청소년들 사이에서 증가하는 우려 사항으로 여겨져 왔으며, 많은 청소년들이 온라인에서 상당한 시간을 보내고 강박적인 인터넷 사용 및 오프라인에서의 금단 증상과 같은 문제적 사용 행동을 보인다. 성별 및 사회경제적 지위와 같은 특정 인구통계학적 요인은 인터넷 중독률 증가와 관련이 있을 수 있다.
인터넷 중독 발달에 기여할 수 있는 다양한 요인으로는 우울증, 불안, 불량한 자기 조절과 같은 개인적 요인뿐만 아니라 부모의 감독 및 또래 영향과 같은 환경적 요인도 포함된다. 학업 성적 저하, 수면 패턴 방해, 사회적 고립은 인터넷 중독의 잠재적인 부정적 결과로 나타났다.

## 치료
현재 인터넷 과의존 치료에 사용되는 개입 및 전략은 물질 남용 장애에서 실행되는 것에서 유래했다. "방법론적으로 적절한 연구"가 부족한 상황에서 치료 프로그램은 제대로 검증되지 않았다. 심리사회적 치료가 가장 자주 적용되는 접근 방식이다. 실제로는 재활 센터에서 보통 여러 요법을 조합하여 사용한다.

### 심리사회적 치료

#### 인지 행동 치료
인터넷 중독자를 위한 인지 행동 치료 (CBT-IA)는 충동 조절 장애 치료에 유추하여 개발되었다.
이 치료법에는 몇 가지 핵심 측면이 포함되어 있다.
- 시간 관리 전략 학습;
- 인터넷의 이점과 잠재적 해악 인식;
- 자기 인식 및 타인과 주변 환경에 대한 인식 증진;
- 특정 인터넷 응용 프로그램, 감정 상태, 부적응적 인지 및 생활 사건과 같은 인터넷 "폭식 행동"의 "유발 요인" 식별;
- 근육 또는 호흡 이완 훈련과 같은 인터넷 접근과 관련된 감정을 관리하고 충동을 조절하는 방법 학습;
- 대인 관계 의사소통 및 상호 작용 기술 향상;
- 대처 방식 개선;
- 대안 활동에 대한 관심 배양.

CBT-IA 치료에는 세 단계가 적용된다.
1. 인터넷 사용 통제를 위한 행동 수정: 컴퓨터 행동과 비컴퓨터 행동을 모두 검토하고 인터넷 중독자의 온라인 및 오프라인 시간을 관리한다.
2. 인지 왜곡에 도전하고 수정하기 위한 인지 재구성: 과도한 인터넷 사용을 정당화하는 합리화를 식별, 도전, 수정한다.
3. 동반 이환 문제 해결을 위한 위해 감소 치료: 인터넷 중독과 관련된 모든 동반 이환 요인을 해결하고, 회복을 유지하며, 재발을 방지한다.

CBT-IA 치료의 증상 관리는 치료 후 6개월까지 유지되는 것으로 밝혀졌다.

#### 동기 강화 상담
동기 강화 상담 접근 방식은 알코올 남용자를 위한 치료법을 기반으로 개발되었다. 이 치료는 환자가 양면성을 탐색하고 해결하도록 돕는 존중하는 치료적 방식으로 행동 변화를 유도하는 지시적이고 환자 중심의 상담 방식이다. 그러나 환자가 행동을 변화시키기로 결정할 때까지 해결책이나 문제 해결 방법을 제공하지는 않는다.
이 치료법에는 몇 가지 핵심 요소가 포함되어 있다.
- 개방형 질문하기;
- 긍정적인 말 해주기;
- 반영적 경청

다른 심리사회적 치료 요법으로는 현실 치료, 내관 인지 심리 치료, 집단 치료, 가족 치료, 다중 양식 심리 치료 등이 있다.

### 약물 치료
인터넷 과의존은 동반 이환과 관련될 수 있으므로 관련 장애를 치료하는 것이 인터넷 과의존 치료에도 도움이 될 수 있다. 인터넷 과의존 환자에게 특정 항우울제를 투여했을 때 온라인 사용 시간이 65% 감소했으며 온라인 사용에 대한 갈망도 줄어들었다. 가장 성공적인 항우울제는 에스시탈로프람과 같은 선택적 세로토닌 재흡수 억제제 (SSRIs)와 비정형 항우울제인 부프로피온이다. 메틸페니데이트와 같은 정신자극제도 유익한 효과를 나타냈다. 그러나 현재 인터넷 과의존 치료에 대한 이용 가능한 증거는 매우 낮은 품질이며, 잘 설계된 임상 시험이 필요하다.

### 12단계 회복 프로그램

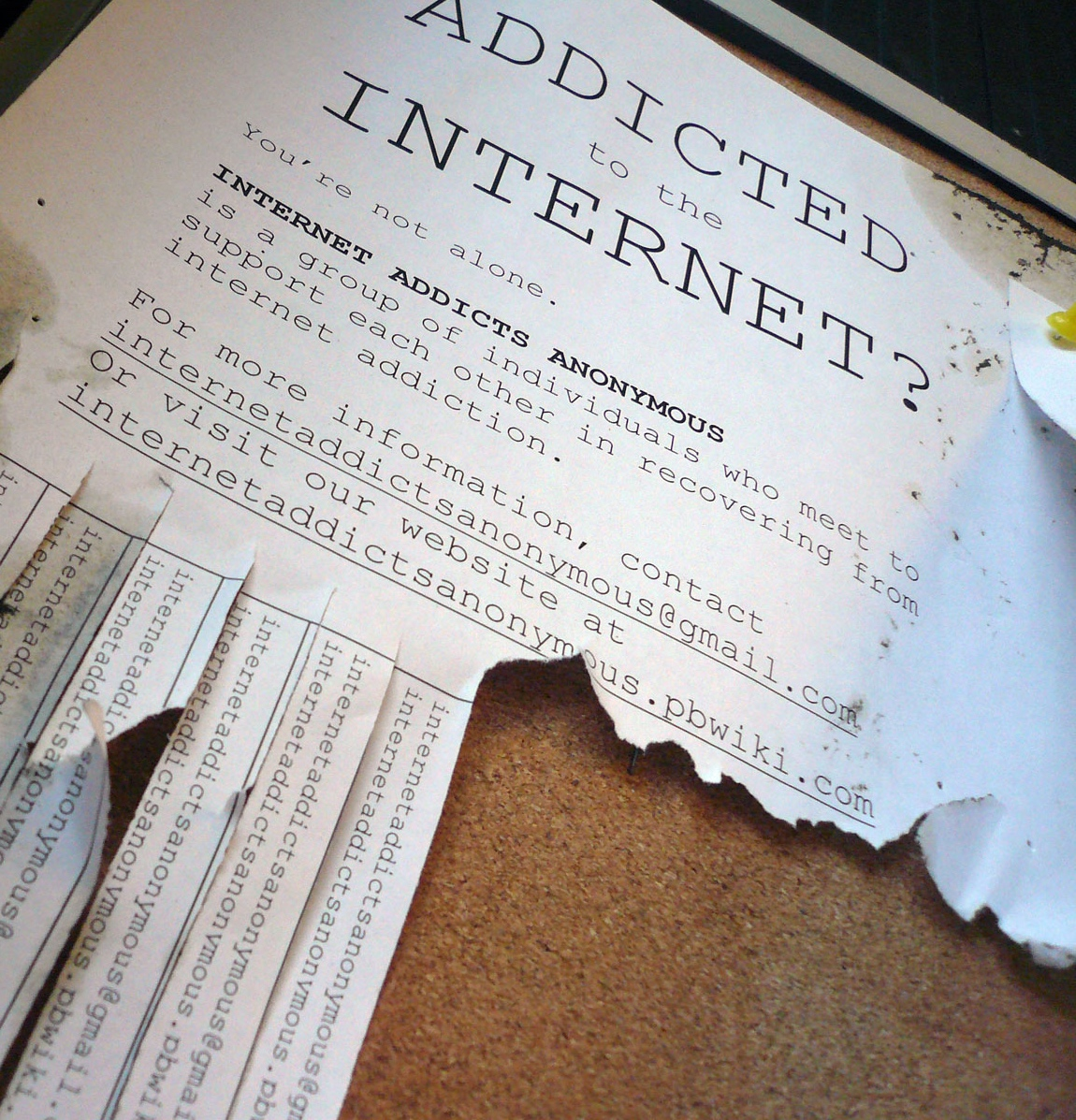
2009년 뉴욕시 인터넷 중독 지원 단체 전단지

2014년에 설립된 게이밍 애딕츠 어노니머스(Gaming Addicts Anonymous)는 컴퓨터 게임 중독으로부터의 회복에 초점을 맞춘 12단계 프로그램이다.
2017년에 설립된 인터넷 및 기술 중독자 익명회(Internet and Technology Addicts Anonymous, ITAA)는 강박적인 인터넷 및 기술 사용으로 인한 문제에 대처하는 사용자를 지원하는 12단계 프로그램이다. 일반적인 하위 중독으로는 스마트폰 중독, 몰아보기 중독, 소셜 미디어 중독 등이 있다. 일부 도시에서는 대면 회의가 열린다. 전화/온라인 회의는 매일 다양한 시간(및 다양한 언어)으로 진행되어 전 세계 사람들이 참석할 수 있다.
행동 중독과 관련된 12단계 동료 그룹, 예를 들어 과식자 익명회, 일중독자 익명회 또는 성 의존증 및 사랑 중독자 익명회와 유사하게, 대부분의 회원들은 모든 기술 사용을 완전히 피하는 것을 절제로 정의하지 않는다. 대신, 대부분의 ITAA 회원들은 특정 시간이나 장소에서 컴퓨터나 인터넷을 사용하지 않거나, 과거에 문제가 되었던 특정 웹사이트나 웹사이트 범주를 방문하지 않는 것과 같이 자신만의 금욕 또는 문제 행동 정의를 내린다. 이들은 이러한 문제 행동을 "바닥선"이라고 부른다. 이와 대조적으로 "정상선"은 사용자가 강박적인 사용에 빠지지 않으면서 자존감을 높일 수 있는 온라인 및 오프라인 활동이다. "중간선"은 때로는 괜찮을 수 있지만, 사용자가 조심하지 않으면 바닥선으로 이어질 수 있는 행동이다. 회의는 사람들이 투쟁과 승리를 나누고, 문제적 기술 사용에 덜 시간을 보내면서 삶에서 더 잘 기능하는 방법을 배우기 위한 살아있는 지원의 원천을 제공한다.
2020년에 설립된 미디어 애딕츠 어노니머스(Media Addicts Anonymous, MAA)는 미디어 중독으로부터의 회복에 초점을 맞춘 12단계 프로그램이다. 전자 매체, 영화, 라디오, 신문, 잡지, 책, 음악으로부터의 금욕을 포함한 모든 형태의 미디어 절제가 지원된다.

## 유병률
| 국가 또는 지역 | 율 또는 인구 | 표본                         | 연도      | 도구      |
| -------------- | ------------ | ---------------------------- | --------- | --------- |
| 전 세계        | 6%           | 메타 분석 기반 추정치        | 1994–2012 | YDQ & IAT |
| 아시아         |              |                              |           |           |
| 아시아         | 20%          |                              |           |           |
| 파키스탄       | 9%           | 의대생 231명                 | 2020      | IAT       |
| 중화인민공화국 | 10.4%        | 청소년 10,158명              | 2016      | IAT       |
| 홍콩           | 17–26.7%     | 고등학생 3000명 이상         | 2009–2015 | IAT       |
| 중화민국       | 13.8%        | 고등학생 1708명              | n.a.      | YDQ       |
| 대한민국       | 2.1%         | 한국 6–19세 인구 기반 추정치 | 2006      |           |
| 일본           | 2.0%         | 12–15세 청소년 853명         | 2014      | IAT       |
| 유럽           |              |                              |           |           |
| 유럽           | 4.4%         | 유럽 11개국 청소년 11,956명  | 2009–2010 | YDQ       |
| 독일           | 150만명      | 독일 인구 기반 추정치        | n.a.      |           |
| 스페인         | 16.3%        | 12–17세 학교 청소년 40,955명 | 2016      | PIUS-a    |
| 노르웨이       | 0.7%         | 16–74세 3399명               | 2007      | YDQ       |
| 영국           | 18.3%        | 대학생 371명                 | n.a.      | PIUS      |
| 러시아         | 7.1%         | 12–18세 청소년 4,615명       | 2019      | CIAS      |
| 북아메리카     |              |                              |           |           |
| 미국           | 0.3–0.7%     | 성인 2513명                  | 2004      | 비표준    |

연구마다 다른 표본, 방법론 및 선별 도구가 사용된다.

## 용어
"인터넷 중독 장애"라는 개념은 1995년 이반 K. 골드버그가 미국정신의학협회(APA)의 정신질환 진단 및 통계 편람 (DSM)의 복잡성과 경직성을 풍자하는 농담으로 처음 제시했다. 그의 첫 서술에서 인터넷 중독 장애는 "인터넷 사용으로 인해 중요한 사회적 또는 직업적 활동이 포기되거나 줄어드는 것", "인터넷에 대한 환상이나 꿈", "자발적 또는 비자발적 손가락 타이핑 움직임"과 같은 증상을 가지는 것으로 묘사되었다.
인터넷 과의존의 정의는 그 시작 이래로 연구자들을 괴롭혀왔다. 일반적으로, 이 현상이 광범위한 대중과 학자들의 인정을 받았음에도 불구하고 표준화된 정의는 제공되지 않았다. 아래는 일반적으로 사용되는 정의들이다.
1998년 조나단 J. 칸델(Jonathan J. Kandell)은 인터넷 중독을 "로그인 후 활동 유형에 관계없이 인터넷에 대한 심리적 의존"으로 정의했다.
영국 심리학자 마크 D. 그리피스(Mark D. Griffiths, 1998)는 인터넷 중독을 더 넓은 기술 중독의 하위 유형이자 행동 중독의 하위 유형으로 보았다.
최근 몇 년 동안 "인터넷 중독"이라는 용어가 단일 심리적 구성 개념으로서의 타당성에 대한 비판이 제기되었다. 이러한 관점을 뒷받침하는 새로운 경험적 증거가 등장하고 있다.

## 사회 및 문화
인터넷 중독은 아시아에서 큰 사회적 관심을 불러일으켰으며, 일부 국가에서는 인터넷 중독을 특히 청소년들 사이에서 공중 보건을 위협하는 주요 문제 중 하나로 간주한다.

### 중화인민공화국
인터넷 중독은 중국에서 일반적으로 "전자 아편"이라고 불리거나 "전자 헤로인"이라고 불린다. 중국의 한 정부 기관은 2008년에 "인터넷 중독 임상 진단 기준"을 수립함으로써 전 세계에서 인터넷 중독을 인정한 최초의 정부 기관이 되었다. 중국 보건부는 인터넷 중독을 공식적인 의학적 상태로 인정하지 않는다.(p. 173)
부모-자녀 간 온라인 게임 갈등에 대한 대중의 격렬한 반응으로 인해 정부는 법률을 제정했다.(p. 175) 2002년, 정부는 인터넷 카페에서 미성년자를 허용하지 못하도록 하는 법률을 통과시켰다.(p. 175) 미성년자 보호법은 2006년에 개정되어 가족과 국가가 미성년자의 온라인 행동을 지도해야 한다고 명시했다.(p. 175) 이러한 개정안은 "인터넷에 탐닉하는 것"을 흡연 및 부랑과 같은 비행과 동등하게 취급한다.(p. 175) 정부는 청소년의 인터넷 사용을 규제하기 위한 다른 정책도 시행했는데, 여기에는 일일 게임 시간을 3시간으로 제한하고 온라인 비디오 게임에서 사용자의 신원 확인을 요구하는 것이 포함된다.

#### 중국에서의 학대 및 남용
중국의 인터넷 중독 캠프는 사립 또는 반사립이다.(p. 174) 이러한 첫 번째 치료 센터는 2005년에 설립되었다.(p. 174) 보건부의 지침과 인터넷 중독에 대한 명확한 정의가 없는 상황에서, 의심스러운 치료 클리닉이 전국적으로 생겨났다. 치료의 일환으로 일부 클리닉과 캠프는 인터넷 중독 환자에게 체벌을 가하고 일부는 환자에게 전기 경련 요법 (ECT)을 시행했는데, 후자는 광범위한 대중의 우려와 논란을 불러일으켰다. 여러 형태의 학대가 뉴스 보도를 통해 잘 문서화되었다.
중국에서 인터넷 중독 청소년에게 가장 일반적으로 사용되는 치료법 중 하나는 합법 또는 불법 캠프에서의 입원 치료이다. 보도에 따르면 아이들은 자신의 의지에 반하여 이 캠프에 보내졌다. 일부는 캠프 직원에게 붙잡혀 구속되었고, 일부는 부모에게 약을 먹여졌고, 일부는 치료에 속아 넘어갔다.
많은 캠프와 클리닉에서 인터넷 중독 장애 치료에 체벌이 빈번하게 사용된다. 시행되는 체벌의 종류에는 수 킬로미터 행군, 고강도 스쿼트, 서 있기, 굶기, 감금 등이 포함되지만 이에 국한되지 않는다. 2009년 한 치료 캠프에서 청소년이 신체적 학대로 사망한 사건 이후, 중국 정부는 그러한 장소에서의 신체적 폭력 사용을 공식적으로 금지했다.
인터넷 중독 치료에 체벌을 사용하는 재활 센터 중 가장 악명 높은 곳은 장시성 난창의 유장 서원이다. 2017년, 이 서원은 대부분 인터넷 중독자인 학생들에게 심각한 체벌을 사용했다는 비난을 받았다. 전직 학생들은 서원이 문제 학생들을 쇠자로 때리고, "손가락 굵기의 강철 케이블로 채찍질하며", 학생들을 작은 독방에 일주일 내내 가두었다고 주장했다. 큰 압력 아래 몇몇 자살 사건이 발생했다.
2017년 11월, 이 학원은 광범위한 언론 보도와 경찰 개입 후 운영을 중단했다.

#### 전기 경련 요법
중국에서 전기 경련 요법 (ECT)은 정신분열증 및 기분 장애에 합법적으로 사용된다. 청소년 인터넷 중독 치료에 사용되는 것은 대중의 큰 우려를 불러일으키고 ECT의 합법적인 사용을 낙인찍었다.
인터넷 중독 장애를 치료하는 가장 많이 보고되고 논란이 많은 클리닉은 아마 산둥성 린이 정신병원일 것이다. 이 병원의 인터넷 중독 치료 센터는 2006년 양용신에 의해 설립되었다. 양용신의 여러 인터뷰는 양이 인터넷 중독 치료를 위한 특별한 치료법인 [싱나오] 오류: {{전자}}: transliteration text not Latin script (pos 1: 싱) (도움말)("뇌 깨우기") 치료법을 만들었음을 확인한다. 이 치료법의 일환으로 1–5밀리암페어의 전류를 사용하는 전기 경련 요법이 시행된다. 양에 따르면, 전기 경련 요법은 뇌에 작은 전류를 보내는 것일 뿐 수혜자에게 해를 끼치지 않는다고 한다. 정신병원으로서 환자들은 개인의 자유를 박탈당하고 병원 직원의 의지에 따라 전기 경련 치료를 받게 된다. 그리고 입원 전에 부모는 자녀의 양육권을 부분적으로 병원에 넘기고 자녀가 ECT를 받게 될 것임을 인정하는 계약서에 서명해야 한다. ECT는 종종 "초콜릿 먹기, 화장실 문 잠그기, 식사 전 약 복용, 양용신 의자에 허락 없이 앉기"와 같은 센터의 규칙을 어기는 환자들에게 처벌 방법으로 사용된다. CCTV-12 방송에서는 DX-IIA 전기 경련 치료 기계가 인터넷 중독 교정에 사용되었다고 보도되었다. 이 기계는 나중에 불법이며 미성년자에게 적용할 수 없고 수혜자에게 큰 고통과 근육 경련을 유발할 수 있다고 밝혀졌다. 병원의 많은 전 환자들은 나중에 나서서 병원에서 받은 ECT가 극심한 고통을 주었으며, 머리가 찢어지고 심지어 실금까지 유발했다고 보고했다. 린이 정신병원의 인터넷 중독 치료 센터에 대한 인터뷰는 다음 링크를 통해 접근할 수 있다. 방법의 안전성과 효과가 불분명했기 때문에 중국 보건부는 2009년 인터넷 중독 장애 치료에 전기 경련 요법을 금지했다.

#### 약물
양용신이 운영하는 클리닉에서는 환자들에게 강제로 정신과 약물과 자신이 발명한 지에왕인(Jiewangyin)이라는 약물을 복용하게 했다. 그러나 이 약물의 효과나 적용 가능성은 평가되지 않았다.

#### 신체적 학대와 사망
최근 몇 년 동안 클리닉 및 재활 센터에서 최소 12건의 신체적 학대 사례가 언론에 의해 밝혀졌으며, 이 중 7건은 사망에 이르렀다.
2009년, 15세의 덩선산(Senshan Deng)은 광시성 난닝의 한 인터넷 중독 센터에 보내진 지 8시간 만에 사망한 채 발견되었다. 이 청소년은 센터에 머무는 동안 훈련사들에게 구타당한 것으로 보고되었다.
2009년, 또 다른 14세 청소년 량푸(Liang Pu)는 쓰촨성에서 유사한 공격을 받은 후 폐에 물이 차고 신부전으로 병원에 이송되었다.
2014년, 19세의 링링궈(Lingling Guo)는 허난성 정저우의 한 인터넷 중독 센터에서 머리와 목에 다발성 부상을 입고 사망했다.
2016년, 16세 소녀가 인터넷 중독 재활 센터에서 탈출한 후, 헤이룽장성에서 치료를 받은 것에 대한 복수로 어머니를 묶어 굶겨 죽였다.
2017년 8월, 18세 소년 리아오(Li Ao)는 부모가 그를 안후이성 푸양시의 군대식 부트캠프에 보낸 지 이틀 만에 몸에 20개의 외상과 멍이 든 채 사망한 채 발견되었다.

### 대한민국
인터넷에 거의 보편적으로 연결되어 있고 온라인 게임을 프로 스포츠로 자랑하는 대한민국은 인터넷 중독을 가장 심각한 사회 문제 중 하나로 간주하며, "국가적 위기"로 묘사한다. 대한민국 인구의 거의 80%가 스마트폰을 가지고 있다. 2013년 정부 자료에 따르면, 인구(5천만 미만) 약 2백만 명이 인터넷 중독 문제를 겪고 있으며, 약 68만 명의 10-19세 청소년이 인터넷에 중독되어 청소년 인구의 약 10%를 차지한다. 심지어 어린 세대도 같은 문제에 직면하고 있다: 대한민국 3세에서 5세 사이 아동의 약 40%가 주 3회 이상 스마트폰을 사용한다. 전문가들에 따르면, 유아기에 스마트폰에 지속적으로 자극을 받으면 뇌가 성장 균형을 맞추기 어려워지고 인터넷 중독 위험이 증가한다.
인터넷 중독으로 인해 대한민국에서 많은 비극적인 사건이 발생했다고 믿어진다: 온라인 게임을 하느라 지친 한 어머니가 3살 아들을 살해했다. 온라인 육성 게임에 집착한 한 부부는 어린 딸이 영양실조로 죽게 내버려 두었다. 15세 청소년은 온라인 게임을 못 하게 했다는 이유로 어머니를 살해한 후 자살했다. 한 인터넷 게임 중독자는 폭력적인 게임을 한 후 여동생을 칼로 찔렀다. 또 다른 중독자는 한 명을 살해하고 7명을 다치게 했다.
이에 대응하여 대한민국 정부는 세계 최초의 인터넷 예방 센터인 점프업 인터넷 구조 학교를 설립했으며, 가장 심각하게 중독된 청소년들은 전액 정부 재정 지원으로 치료를 받는다. 2007년 기준으로 정부는 약 100개 병원의 치료 프로그램 외에 140개 인터넷 중독 상담 센터 네트워크를 구축했다. 일반적으로 상담사와 강사가 이끄는 음악 치료와 말 치료, 군대식 장애물 코스 및 도예, 드럼 연주와 같은 기타 실제 그룹 활동이 인터넷 과의존 환자들의 관심과 흥미를 화면에서 벗어나게 하는 데 사용된다.
2011년 대한민국 정부는 16세 미만 아동이 자정(12:00)부터 오전 6시까지 온라인 게임을 하지 못하도록 하는 "셧다운제", 일명 "신데렐라 법"을 도입했다.

### 일본
1990년대 후반부터 일본에서는 사람들이 대부분의 시간을 실내에서 보내는 사회적 고립 사례가 많이 발생하고 있다. 이를 가리키는 용어는 히키코모리이며, 주로 일본의 젊은이들에게 영향을 미쳐 집을 떠나려는 경향이 줄어든다. 인터넷 중독은 사회적 상호 작용을 감소시키고 젊은이들이 더 오랫동안 집에 머무는 또 다른 이유를 제공하기 때문에 이러한 현상에 기여할 수 있다. 일본의 많은 히키코모리 사람들은 온라인 게임에서 친구를 가지고 있는 것으로 보고되어, 가상 공간에서 다른 종류의 사회적 상호 작용을 경험하게 된다.

### 미국 소송
미국 주, 미국 학군 및 기타 단체들은 소셜 미디어 플랫폼이 미성년자에게 중독성을 유발하도록 의도적으로 설계되었다고 주장하며 손해 배상을 청구하는 수많은 소송을 미국 법원에 제기했다. 이러한 소송에는 다음이 포함된다.
- 2023년 10월, 메릴랜드주의 여러 공립학교 시스템이 메타 플랫폼, 스냅챗, 바이트댄스, 구글을 상대로 소송을 제기하며, 이들 회사가 중독성 있는 소셜 미디어 플랫폼을 제공하여 학생들에게 고의적으로 해를 끼친다고 주장했다. 이 소송은 미국 전역의 많은 다른 단체들이 유사한 소송을 제기한 대규모 소송의 일부였다. 원고를 대리하는 변호사에 따르면, 이러한 소송은 집단 소송으로 병합될 수도 있고 그렇지 않을 수도 있다. 이 소송은 부분적으로 미성년자를 대상으로 마케팅된 전자 담배 제조사인 쥴 랩스를 상대로 한 유사 소송의 성공에서 영감을 받았다. 피고 소셜 미디어 회사들은 이러한 소송을 기각시키려 할 것으로 예상된다.[183]
- 2023년 10월, 메릴랜드주, 버지니아주, 워싱턴 D.C.는 페이스북과 인스타그램이 아동 및 청소년을 소셜 미디어에 중독시키도록 설계되었다고 주장하며 연방 및 주 소송을 제기했다. 페이스북과 인스타그램의 모회사인 메타 플랫폼스는 많은 안전 기능을 구현했으며, 주정부들이 자신들과 협력하지 않은 것에 실망했다고 응답했다.[184]
- 2024년 2월, 뉴욕시는 페이스북, 인스타그램, 틱톡, 스냅챗, 유튜브를 상대로 캘리포니아주 상급법원에 소송을 제기하며, 이들 회사의 행동을 공중 불법 행위로 선언하고 금전적 손해 배상을 청구했다. 기술 기업들은 공공 안전을 보장하기 위한 정책과 절차를 마련하고 있다고 응답했다.[182]

## 같이 보기
- 중독성 성격
- 페이스북 비판
- 사이버슬랙킹
- 디지털 중독자
- 디지털 디톡스
- 디지털 미디어 사용과 정신건강
- 진화적 부조화
- 인스타그램#인스타그램이 사람들에게 미치는 영향
- 반복성 긴장성 손상 소프트웨어 목록 (예: 휴식 알림)
- 미디어 멀티태스킹
- 노모포비아 (예: 휴대전화가 없는 것에 대한 두려움)
- 인터넷 사용의 심리적 영향
- 소프트 중독
- 터미널리 온라인
- 일중독증

## 더 읽어보기
- Kuss D, Lopez-Fernandez O (2016). 《Internet-use related addiction: The state of the art of clinical research》. 《European Psychiatry》 33. S366쪽. doi:10.1016/j.eurpsy.2016.01.1038. S2CID 148064363.
- Grohol JM (1999). “Internet Addiction Guide”. 《Psych Central》.
- Surratt CG (1999). 《Netaholics?: The creation of a pathology》. Commack, NY: Nova Science Publishers.
- Young, Kimberly S. (1999). 《Internet Addiction: Symptoms, Evaluation, And Treatment》 (PDF). 《Innovations in Clinical Practice》 17. 2015년 4월 21일에 원본 문서 (PDF)에서 보존된 문서.